# 清莱第六市政学校
19°55′41.34″N 99°51′50.14″E / 19.9281500°N 99.8639278°E
清莱第六市政学校，是泰国清莱府的一所公立中学 ，始创于1999年 在清莱市政府的配合下，学校位于清莱市，开放教授初中到高中。

## 历史
学校成立于1999年5月10日，在扩大教育机会和提高青年学习潜力的政策。获得清莱政府彩票办公室的第一笔1000万泰铢预算 并批准了7200万泰铢的额外预算用于建立一所学校。

## 科班

### 初中的科班
- 科学与数学班
- 英语班

### 高中的科班
- 医学与健康科学班
- 工程和应用科学班
- 科学与数学班
- 英语与汉语班